# Tharsis Tholus
Tharsis Tholus je kupovitá hora na povrchu Marsu vzniklá vulkanickou činností, která se nachází na severní polokouli v oblasti Tharsis. Sopka leží jižně od sopečné skupiny Uranius s hlavní sopkou Uranius Patera, východně od Ascraeus Mons, západně od Echus Chasma přecházející v Kasei Valles a jižně od rozsáhle oblasti Valles Marineris.

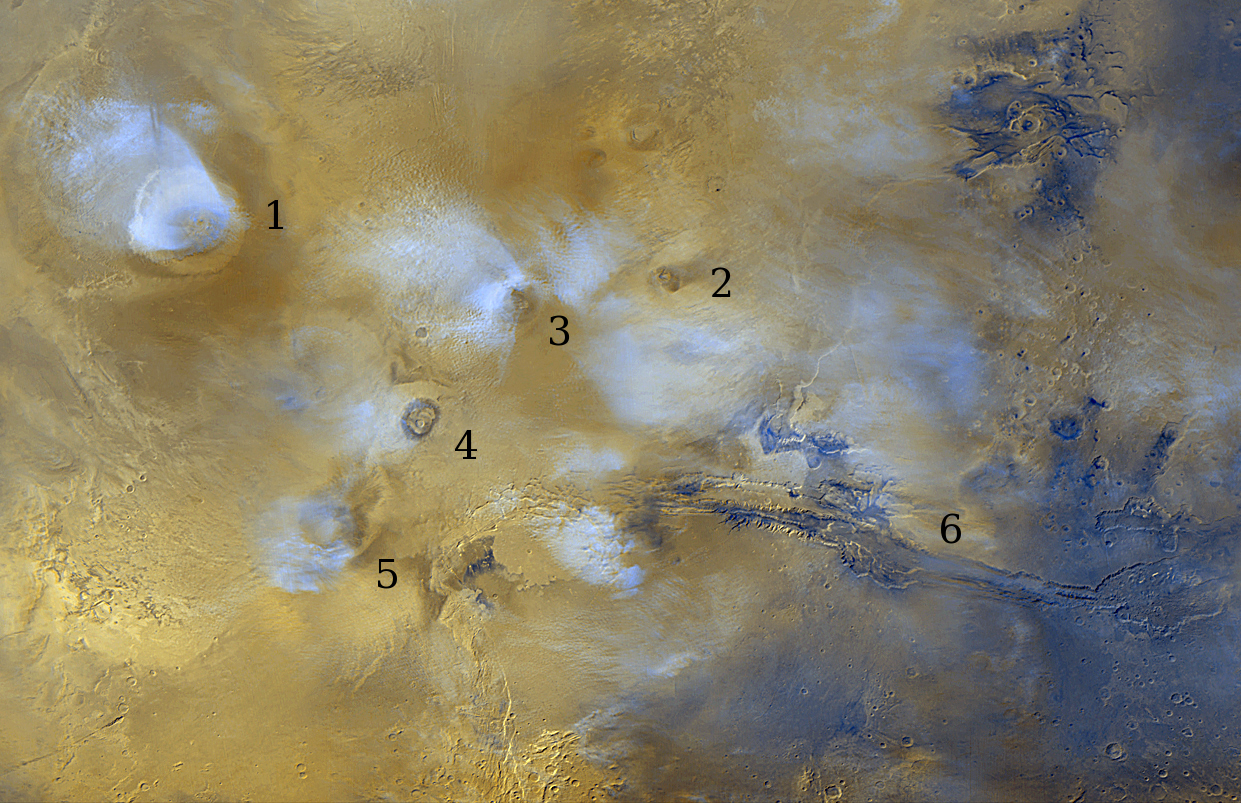
1. Olympus Mons
2. Tharsis Tholus
3. Ascraeus Mons
4. Pavonis Mons
5. Arsia Mons
6. Valles Marineris

Sopka Tharsis Tholus se vypíná nad okolní pláně do výše 8 km a rozkládá se na přibližně 150 km, což odpovídá velikostně pozemské sopce Mauna Loa. Nicméně samotný kužel sopky je částečně pohřben okolními lávovými proudy, takže je těžké určit původní výšku a velikost sopky. Na vrcholku se nachází několikanásobná kaldera, které vznikla pravděpodobně kolapsem sopečného kužele po vyprázdnění magmatického krbu. Na základě počítání množství impaktních kráterů na povrchu sopky se odhaduje, že sopka je přibližně 2 miliardy let stará.
Pojmenována byla v roce 1973.